# Ruská státní Gubkinova univerzita ropy a plynu
Ruská státní Gubkinova univerzita ropy a plynu (rusky: Российский государственный университет нефти и газа имени И. М. Губкина) je veřejná výzkumná univerzita nacházející se v Moskvě v Rusku.

## Dějiny
Byla založena 17. dubna 1930. Jejím prvním rektorem byl Ivan Gubkin (1930–1939) a nynějším rektorem je Viktor Martynov (od roku 2008). V současné době má univerzita 10 fakult a přes 11000 studentů. Na univerzitě studuje také přes 1800 zahraničních studentů z ruzných statů včetně Venezuely. Dnes patří Gubkinova univerzita mezi nejvýznamnější ruské vysoké školy.

## Významní absolventi
| - Roman Abramovič - Jurij Lužkov | - Jelena Nikolajevová - Vladimir Sorokin |